# Dacetuzumab
Il dacetuzumab o SGN-40 o huS2C6) è un anticorpo monoclonale umanizzato; sviluppato nel trattamento dei linfomi non Hodgkin positivi all'antigene tumorale CD40. ed altri tumori ematologici.
Viene sviluppato dalla Seattle Genetics, Inc..
Il target molecolare del farmaco è l'antigene: CD40.

### Dacetuzumab
- (EN) Medifocus.com, Elliot Jacob e Ph.d., Medifocus Guidebook On: Non-Hodgkin's Lymphoma, Medifocus_com Inc, 12 gennaio 2011,  pp. 82–, ISBN 978-1-4538-7813-2.
- (PL) Pavel Klener, Pavel Klener e jr., Nová protinádorová léčiva a léčebné strategie v onkologii, Grada Publishing a.s.,  pp. 160–, ISBN 978-80-247-2808-7.